# Wiceprezes Rady Ministrów
Wiceprezes Rady Ministrów, do 1921 roku wiceprezydent ministrów, pot. wicepremier (z łac. primus – pierwszy oraz z łac. vice – zamiast) – w Polsce zastępca prezesa Rady Ministrów, członek Rady Ministrów i Prezydium Rady Ministrów.

## Podstawa prawna
Urząd Wiceprezesa Rady Ministrów w Polsce funkcjonuje na mocy Konstytucji Rzeczypospolitej Polskiej. Zgodnie z nią w skład Rady Ministrów mogą być powoływani wiceprezesi Rady Ministrów, którzy mogą pełnić także funkcję ministra.
Zakres obowiązków Wiceprezesa Rady Ministrów określa Ustawa z dnia 8 sierpnia 1996 o Radzie Ministrów. W razie nieobecności Prezesa Rady Ministrów lub w wypadku czasowej niemożności wykonywania przez niego obowiązków, pracami Rady Ministrów kieruje Wiceprezes Rady Ministrów (lub jeden z ministrów, jeżeli wicepremier nie został powołany).

## Historia
Urząd zastępcy szefa rządu po raz pierwszy pojawił się w Polsce w czasie rządów Rady Regencyjnej. Zakres jej kompetencji określił dekret z 3 stycznia 1918 o tymczasowej organizacji władz naczelnych w Królestwie Polskim. Na wniosek prezydenta ministrów Rada Regencyjna mogła spośród członków rządu mianować wiceprezydenta ministrów. Zastępca prezydenta ministrów miał w założeniu zastępować szefa gabinetu we wszystkich czynnościach w razie niemożności pełnienia przez niego funkcji. Rada nigdy nie obsadziła tego stanowiska, ale sama funkcja była wykonywana przez jednego z ministrów.
Konstytucja marcowa II RP z 17 marca 1921 przewidywała, że Prezes Rady Ministrów w razie potrzeby powierza swoje zastępstwo jednemu z ministrów.
Urząd zastępcy Prezesa Rady Ministrów istniał również w Rządzie Rzeczypospolitej Polskiej na uchodźstwie od 30 września 1939. Osobnym urzędem było stanowisko określane w ustawie jako Wicepremier. Mianem tym określano delegata rządu na uchodźstwie, będącego jednocześnie przewodniczącym Krajowej Rady Ministrów – tymczasowego rządu działającego na terytorium okupowanej przez Niemcy Rzeczypospolitej w czasie II wojny światowej. Urząd ten był sprawowany tylko przez Jana Stanisława Jankowskiego.
Konstytucja Polskiej Rzeczypospolitej Ludowej z 22 lipca 1952 określała możliwość powołania Wiceprezesa Rady Ministrów, jednak w okresie tzw. Polski Ludowej urząd ten istniał od 21 lipca 1944. Po raz pierwszy mianowano wtedy więcej, niż jednego zastępcę polskiego Prezesa Rady Ministrów. Wszyscy zastępcy premiera w Polskiej Rzeczypospolitej Ludowej nosili tytuł Wiceprezesa Rady Ministrów, z wyjątkiem Hilarego Minca od 18 marca 1954 do 10 października 1956 i Zenona Nowaka od 18 marca 1954 do 24 października 1956. Obaj pełnili wówczas urząd określany jako Pierwszy zastępca Prezesa Rady Ministrów.

## Lista wiceprezesów Rady Ministrów
Lista została ułożona według daty objęcia urzędu.
Jako inne funkcje w rządzie zostały wymienione tylko te sprawowane w czasie pełnienia urzędu wicepremiera.

### OkupowaneKrólestwo Polskie
Zakres kompetencji rządu Rady Regencyjnej określił dekret z 3 stycznia 1918 o tymczasowej organizacji władz naczelnych w Królestwie Polskim. Na wniosek prezydenta ministrów Rada Regencyjna mogła spośród członków rządu mianować wiceprezydenta ministrów. Zastępca prezydenta ministrów miał w założeniu zastępować szefa gabinetu we wszystkich czynnościach w razie niemożności pełnienia przez niego funkcji. Rada nigdy nie obsadziła tego stanowiska, ale sama funkcja była wykonywana przez jednego z ministrów.
| Zdjęcie | Zdjęcie | Imię (Data urodzenia i śmierci)       | Objęcie urzędu        | Złożenie urzędu           | Długość urzędowania | Inne funkcje w rządzie                | Partia                     | Premier (rząd)                                  |
| ------- | ------- | ------------------------------------- | --------------------- | ------------------------- | ------------------- | ------------------------------------- | -------------------------- | ----------------------------------------------- |
|         |         | Józef Mikułowski-Pomorski (1868–1935) | 27 grudnia 1917(dts)  | 27 lutego 1918(dts)       | 62 dni              | - Minister rolnictwa i dóbr koronnych |                            | Jan Kucharzewski                                |
|         |         | Stanisław Dzierzbicki (1854–1919)     | 27 lipca 1918(dts)    | 30 września 1918(dts)     | 65 dni              | - Minister rolnictwa i dóbr koronnych | Liga Państwowości Polskiej | Jan Kanty Steczkowski                           |
|         |         | Bohdan Broniewski (1855–1922)         | 30 września 1918(dts) | 23 października 1918(dts) | 23 dni              | - Minister przemysłu i handlu         |                            | Jan Kanty Steczkowski; Bohdan Broniewski (p.o.) |

### II Rzeczpospolita[18]
| Zdjęcie | Zdjęcie | Imię (Data urodzenia i śmierci)       | Objęcie urzędu            | Złożenie urzędu       | Długość urzędowania | Inne funkcje w rządzie                                               | Partia                                    | Premier (rząd)                                            |
| ------- | ------- | ------------------------------------- | ------------------------- | --------------------- | ------------------- | -------------------------------------------------------------------- | ----------------------------------------- | --------------------------------------------------------- |
|         |         | Ignacy Daszyński (1866–1936)          | 24 lipca 1920(dts)        | 4 stycznia 1921(dts)  | 164 dni             |                                                                      | Polska Partia Socjalistyczna              | Wincenty Witos (I)                                        |
|         |         | Stanisław Głąbiński (1862–1941)       | 28 maja 1923(dts)         | 14 września 1923(dts) | 109 dni             | - Minister wyznań religijnych i oświecenia publicznego               | Związek Ludowo-Narodowy                   | Wincenty Witos (II)                                       |
|         |         | Wojciech Korfanty (1873–1939)         | 27 października 1923(dts) | 14 grudnia 1923(dts)  | 48 dni              |                                                                      | Chrześcijańsko-Narodowe Stronnictwo Pracy | Wincenty Witos (II)                                       |
|         |         | Stanisław Thugutt (1873–1941)         | 17 listopada 1924(dts)    | 28 maja 1925(dts)     | 192 dni             |                                                                      | Polskie Stronnictwo Ludowe „Wyzwolenie”   | Władysław Grabski (II)                                    |
|         |         | Kazimierz Bartel (1882–1941)          | 2 października 1926(dts)  | 27 czerwca 1928(dts)  | 634 dni             | - Minister wyznań religijnych i oświecenia publicznego (do 9 I 1927) | Partia Pracy                              | Józef Piłsudski (I)                                       |
|         |         | Józef Beck (1894–1944)                | 25 sierpnia 1930(dts)     | 4 grudnia 1930(dts)   | 101 dni             |                                                                      |                                           | Walery Sławek (I); Józef Piłsudski (II)                   |
|         |         | Bronisław Pieracki (1895–1934)        | 4 grudnia 1930(dts)       | 22 czerwca 1931(dts)  | 200 dni             |                                                                      | Bezpartyjny Blok Współpracy z Rządem      | Walery Sławek (II); Aleksander Prystor                    |
|         |         | Władysław Marian Zawadzki (1885–1939) | 20 marca 1932(dts)        | 6 września 1932(dts)  | 170 dni             |                                                                      |                                           | Aleksandr Prystor                                         |
|         |         | Eugeniusz Kwiatkowski (1888–1974)     | 14 października 1935(dts) | 30 września 1939(dts) | 1447 dni            | - Minister skarbu                                                    | Obóz Zjednoczenia Narodowego (od 1937)    | Marian Zyndram-Kościałkowski; Felicjan Sławoj Składkowski |

### Rząd Rzeczypospolitej Polskiej na uchodźstwie
| Zdjęcie | Zdjęcie | Imię (Data urodzenia i śmierci)     | Objęcie urzędu        | Złożenie urzędu                                   | Długość urzędowania | Inne funkcje w rządzie                                        | Partia                       | Premier (rząd)                            |
| ------- | ------- | ----------------------------------- | --------------------- | ------------------------------------------------- | ------------------- | ------------------------------------------------------------- | ---------------------------- | ----------------------------------------- |
|         |         | Stanisław Stroński (1882–1955)      | 30 września 1939(dts) | grudzień 1939                                     | 62–92 dni           | - Minister informacji (od 10 października 1940)               | Stronnictwo Narodowe         | Władysław Sikorski (II)                   |
|         |         | Stanisław Kot (1882–1955)           | 7 grudnia 1939(dts)   | wrzesień 1940                                     | 269–298 dni         |                                                               | Stronnictwo Ludowe           | Władysław Sikorski (II i III)             |
|         |         | Stanisław Mikołajczyk (1901–1966)   | 3 września 1941(dts)  | 14 lipca 1943(dts)                                | 679 dni             | - Minister spraw wewnętrznych                                 | Stronnictwo Ludowe           | Władysław Sikorski (III)                  |
|         |         | Jan Kwapiński (1885–1964)           | 14 lipca 1943(dts)    | 24 listopada 1944(dts)                            | 499 dni             | - Minister przemysłu, handlu i żeglugi                        | Polska Partia Socjalistyczna | Stanisław Mikołajczyk                     |
|         |         | Jan Stanisław Jankowski (1882–1953) | 26 kwietnia 1944(dts) | 28 marca 1945(dts) (data aresztowania przez NKWD) | 336 dni             | - Przewodniczący Krajowej Rady Ministrów (od 3 V 1944)        | Stronnictwo Pracy            | Stanisław Mikołajczyk; Tomasz Arciszewski |
|         |         | Jerzy Gawenda (1917–2000)           | 18 lipca 1972(dts)    | 1976                                              | 1262–1627 dni       | - Minister spraw zagranicznych (po 18 VII 1972, do 29 I 1974) |                              | Alfred Urbański (I i II)                  |
|         |         | Stanisław Borczyk (1907–1997)       | 12 lipca 1978(dts)    | 9 kwietnia 1979(dts)                              | 271 dni             | - Minister skarbu                                             | Polska Partia Socjalistyczna | Kazimierz Sabbat (II)                     |

### Rzeczpospolita Polska/Polska Rzeczpospolita Ludowa
Wszyscy wicepremierzy w 1944 r. pełnili również funkcję wiceprzewodniczącego PKWN. Wicepremierzy byli Wiceprezesami Rady Ministrów z wyjątkiem Hilarego Minca od 18 marca 1954 do 10 października 1956 i Zenona Nowaka od 18 marca 1954 do 24 października 1956. Obaj pełnili wówczas urząd pierwszego zastępcy Prezesa Rady Ministrów.
| Zdjęcie | Zdjęcie | Imię (Data urodzenia i śmierci)   | Objęcie urzędu            | Złożenie urzędu                                                                  | Długość urzędowania | Inne funkcje w rządzie | Partia                                                                                           | Premier (rząd) |
| ------- | ------- | --------------------------------- | ------------------------- | -------------------------------------------------------------------------------- | ------------------- | --- | ------------------------------------------------------------------------------------------------ | --- |
|         |         | Wanda Wasilewska (1905–1964)      | 21 lipca 1944(dts)        | 31 grudnia 1944(dts)                                                             | 163 dni             | | Polska Partia Robotnicza                                                                         | Edward Osóbka-Morawski (PKWN) |
|         |         | Andrzej Witos (1878–1973)         | 21 lipca 1944(dts)        | 9 października 1944(dts)                                                         | 80 dni              | - Minister resortu rolnictwa i reform rolnych | Stronnictwo Ludowe (1944–1949)                                                                   | Edward Osóbka-Morawski (PKWN) |
|         |         | Stanisław Janusz (1890–1970)      | 9 października 1944(dts)  | 28 czerwca 1945(dts)                                                             | 262 dni             | | Stronnictwo Ludowe (1944–1949)                                                                   | Edward Osóbka-Morawski (Rząd Tymczasowy) |
|         |         | Władysław Gomułka (1905–1982)     | 31 grudnia 1944(dts)      | 20 stycznia 1949(dts)                                                            | 1481 dni            | - Minister Ziem Odzyskanych (od 13 XI 1945) | Polska Partia Robotnicza (do 14 XII 1948), Polska Zjednoczona Partia Robotnicza (od 15 XII 1948) | Edward Osóbka-Morawski (Rząd Tymczasowy, TRJN); Józef Cyrankiewicz (I) |
|         |         | Stanisław Mikołajczyk (1901–1966) | 28 czerwca 1945(dts)      | 5 lutego 1947(dts)                                                               | 587 dni             | - Minister rolnictwa i reform rolnych | Polskie Stronnictwo Ludowe                                                                       | Edward Osóbka-Morawski (TRJN) |
|         |         | Antoni Korzycki (1904–1990)       | 6 lutego 1947(dts)        | 20 listopada 1952(dts)                                                           | 2114 dni            | | Stronnictwo Ludowe (do 26 XI 1949), Zjednoczone Stronnictwo Ludowe (od 27 XI 1949)               | Józef Cyrankiewicz (I) |
|         |         | Aleksander Zawadzki (1899–1964)   | 20 stycznia 1949(dts)     | 10 czerwca 1949(dts)                                                             | 141 dni             | | Polska Zjednoczona Partia Robotnicza                                                             | Józef Cyrankiewicz (I) |
|         |         | Hilary Minc (1905–1974)           | 20 kwietnia 1949(dts)     | 10 października 1956(dts)                                                        | 2730 dni            | - Przewodniczący Państwowej Komisji Planowania Gospodarczego                                                                                             | Polska Zjednoczona Partia Robotnicza                                                             | Józef Cyrankiewicz (I); Bolesław Bierut; Józef Cyrankiewicz (po Bolesławie Bierucie) |
|         |         | Aleksander Zawadzki (1899–1964)   | 28 kwietnia 1950(dts)     | 20 listopada 1952(dts)                                                           | 937 dni             | | Polska Zjednoczona Partia Robotnicza                                                             | Józef Cyrankiewicz (I) |
|         |         | Hilary Chełchowski (1908–1983)    | 10 czerwca 1950(dts)      | 20 listopada 1952(dts)                                                           | 894 dni             | - Minister rolnictwa i reform rolnych (od 29 V 1951) | Polska Zjednoczona Partia Robotnicza                                                             | Józef Cyrankiewicz (I) |
|         |         | Stefan Jędrychowski (1910–1966)   | 12 grudnia 1951(dts)      | 24 października 1956(dts)                                                        | 1778 dni            | - Przewodniczący Państwowej Komisji Planowania Gospodarczego (od 11 VII 1956)                                                                            | Polska Zjednoczona Partia Robotnicza                                                             | Józef Cyrankiewicz (I); Bolesław Bierut; Józef Cyrankiewicz (po Bolesławie Bierucie) |
|         |         | Tadeusz Gede (1911–1982)          | 30 czerwca 1952(dts)      | 24 października 1956(dts)                                                        | 1577 dni            | - Minister Handlu Zagranicznego (do 20 XI 1952) | Polska Zjednoczona Partia Robotnicza                                                             | Józef Cyrankiewicz (I); Bolesław Bierut; Józef Cyrankiewicz (po Bolesławie Bierucie) |
|         |         | Józef Cyrankiewicz (1911–1989)    | 21 listopada 1952(dts)    | 18 marca 1954(dts)                                                               | 482 dni             | | Polska Zjednoczona Partia Robotnicza                                                             | Bolesław Bierut |
|         |         | Władysław Dworakowski (1908–1976) | 21 listopada 1952(dts)    | 18 marca 1954(dts)                                                               | 482 dni             | | Polska Zjednoczona Partia Robotnicza                                                             | Bolesław Bierut |
|         |         | Piotr Jaroszewicz (1909–1992)     | 21 listopada 1952(dts)    | 23 grudnia 1970(dts)                                                             | 6606 dni            | - Minister górnictwa węglowego (od 29 IV 1955 do 23 III 1956)                                                                                            | Polska Zjednoczona Partia Robotnicza                                                             | Józef Cyrankiewicz (I); Bolesław Bierut; Józef Cyrankiewicz (po Bolesławie Bierucie, II, III, IV, V) |
|         |         | Zenon Nowak (1905–1980)           | 21 listopada 1952(dts)    | 24 października 1956(dts)                                                        | 1433 dni            | | Polska Zjednoczona Partia Robotnicza                                                             | Bolesław Bierut; Józef Cyrankiewicz (po Bolesławie Bierucie) |
|         |         | Konstanty Rokossowski (1896–1968) | 21 listopada 1952(dts)    | 18 marca 1954(dts)                                                               | 482 dni             | - Minister obrony narodowej | Polska Zjednoczona Partia Robotnicza                                                             | Bolesław Bierut |
|         |         | Jakub Berman (1901–1984)          | 18 marca 1954(dts)        | 4 maja 1956(dts)                                                                 | 778 dni             | | Polska Zjednoczona Partia Robotnicza                                                             | Józef Cyrankiewicz (po Bolesławie Bierucie) |
|         |         | Stanisław Łapot (1914–1972)       | 14 maja 1954(dts)         | 24 października 1956(dts)                                                        | 894 dni             | | Polska Zjednoczona Partia Robotnicza                                                             | Józef Cyrankiewicz (po Bolesławie Bierucie) |
|         |         | Franciszek Jóźwiak (1895–1966)    | 16 kwietnia 1955(dts)     | 24 października 1956(dts)                                                        | 557 dni             | | Polska Zjednoczona Partia Robotnicza                                                             | Józef Cyrankiewicz (po Bolesławie Bierucie) |
|         |         | Eugeniusz Stawiński (1905–1989)   | 4 maja 1956(dts)          | 24 października 1956(dts)                                                        | 173 dni             | - Minister przemysłu lekkiego | Polska Zjednoczona Partia Robotnicza                                                             | Józef Cyrankiewicz (po Bolesławie Bierucie) |
|         |         | Stefan Ignar (1908–1992)          | 24 października 1956(dts) | 27 czerwca 1969(dts)                                                             | 4629 dni            | | Zjednoczone Stronnictwo Ludowe                                                                   | Józef Cyrankiewicz (po Bolesławie Bierucie); Józef Cyrankiewicz (II, III, IV) |
|         |         | Zenon Nowak (1905–1980)           | 24 października 1956(dts) | 22 grudnia 1968(dts)                                                             | 4442 dni            | | Polska Zjednoczona Partia Robotnicza                                                             | Józef Cyrankiewicz (po Bolesławie Bierucie); Józef Cyrankiewicz (II, III, IV) |
|         |         | Eugeniusz Szyr (1915–2000)        | 27 października 1959(dts) | 28 marca 1972(dts)                                                               | 4536 dni            | - Przewodniczący Komitetu Nauki i Techniki (od 29 VI 1963 do 22 XII 1968)                                                                                | Polska Zjednoczona Partia Robotnicza                                                             | Józef Cyrankiewicz (II, III, IV, V); Piotr Jaroszewicz (po Józefie Cyrankiewiczu) |
|         |         | Julian Tokarski (1903–1977)       | 27 października 1959(dts) | 14 grudnia 1965(dts)                                                             | 2240 dni            | | Polska Zjednoczona Partia Robotnicza                                                             | Józef Cyrankiewicz (II, III, IV) |
|         |         | Franciszek Waniołka (1912–1971)   | 28 lipca 1962(dts)        | 22 grudnia 1968(dts)                                                             | 2339 dni            | | Polska Zjednoczona Partia Robotnicza                                                             | Józef Cyrankiewicz (III, IV) |
|         |         | Stanisław Majewski (1915–1985)    | 28 czerwca 1969(dts)      | 13 lutego 1971(dts)                                                              | 595 dni             | - Przewodniczący Komisji Planowania przy Radzie Ministrów (od 6 III 1970)                                                                                | Polska Zjednoczona Partia Robotnicza                                                             | Józef Cyrankiewicz (V); Piotr Jaroszewicz (po Józefie Cyrankiewiczu) |
|         |         | Marian Olewiński (1912–1982)      | 28 czerwca 1969(dts)      | 30 czerwca 1970(dts)                                                             | 367 dni             | | Polska Zjednoczona Partia Robotnicza                                                             | Józef Cyrankiewicz (V) |
|         |         | Zdzisław Tomal (1921–1984)        | 28 czerwca 1969(dts)      | 25 marca 1976(dts)                                                               | 2462 dni            | | Zjednoczone Stronnictwo Ludowe                                                                   | Józef Cyrankiewicz (V); Piotr Jaroszewicz (po Józefie Cyrankiewiczu); Piotr Jaroszewicz (I) |
|         |         | Józef Kulesza (1919–1985)         | 6 marca 1970(dts)         | 3 lutego 1971(dts)                                                               | 334 dni             | | Polska Zjednoczona Partia Robotnicza                                                             | Józef Cyrankiewicz (V); Piotr Jaroszewicz (po Józefie Cyrankiewiczu) |
|         |         | Mieczysław Jagielski (1924–1997)  | 30 czerwca 1970(dts)      | 31 lipca 1981(dts)                                                               | 4049 dni            | - Przewodniczący Komisji Planowania przy Radzie Ministrów (od 26 X 1971 do 23 X 1975)                                                                    | Polska Zjednoczona Partia Robotnicza                                                             | Józef Cyrankiewicz (V); Piotr Jaroszewicz; (po Józefie Cyrankiewiczu); Piotr Jaroszewicz (I); Piotr Jaroszewicz (II); Edward Babiuch (po Piotrze Jaroszewiczu); Edward Babiuch; Józef Pińkowski (p.o.); Józef Pińkowski; Wojciech Jaruzelski |
|         |         | Stanisław Kociołek (1933–2015)    | 30 czerwca 1970(dts)      | 23 grudnia 1970(dts)                                                             | 176 dni             | | Polska Zjednoczona Partia Robotnicza                                                             | Józef Cyrankiewicz (V) |
|         |         | Franciszek Kaim (1919–1996)       | 23 grudnia 1970(dts)      | 8 lutego 1979(dts)                                                               | 2969 dni            | - Minister górnictwa węglowego (od 29 IV 1955 do 23 III 1956)                                                                                            | Polska Zjednoczona Partia Robotnicza                                                             | Piotr Jaroszewicz; (po Józefie Cyrankiewiczu); Piotr Jaroszewicz (I); Piotr Jaroszewicz (II) |
|         |         | Jan Mitręga (1917–2007)           | 23 grudnia 1970(dts)      | 21 lutego 1975(dts)                                                              | 1521 dni            | - Minister górnictwa i energetyki (do 24 IX 1974) | Polska Zjednoczona Partia Robotnicza                                                             | Piotr Jaroszewicz; (po Józefie Cyrankiewiczu); Piotr Jaroszewicz (I) |
|         |         | Wincenty Kraśko (1916–1976)       | 13 lutego 1971(dts)       | 28 marca 1972(dts)                                                               | 409 dni             | | Polska Zjednoczona Partia Robotnicza                                                             | Piotr Jaroszewicz; (po Józefie Cyrankiewiczu) |
|         |         | Kazimierz Olszewski (1917–2014)   | 29 marca 1972(dts)        | 17 grudnia 1977(dts)                                                             | 2089 dni            | - Minister żeglugi (do 22 XI 1973 do 10 IV 1974) - Minister handlu zagranicznego i gospodarki morskiej (od 21 XI 1974)                                   | Polska Zjednoczona Partia Robotnicza                                                             | Piotr Jaroszewicz (I); Piotr Jaroszewicz (II) |
|         |         | Józef Tejchma (1927–2021)         | 29 marca 1972(dts)        | 8 lutego 1979(dts)                                                               | 2507 dni            | - Minister kultury i sztuki (od 16 II 1974 do 26 I 1978)                                                                                                 | Polska Zjednoczona Partia Robotnicza                                                             | Piotr Jaroszewicz (I); Piotr Jaroszewicz (II) |
|         |         | Franciszek Szlachcic (1920–1990)  | 29 maja 1974(dts)         | 25 marca 1976(dts)                                                               | 666 dni             | | Polska Zjednoczona Partia Robotnicza                                                             | Piotr Jaroszewicz (I) |
|         |         | Alojzy Karkoszka (1929–2001)      | 28 maja 1975(dts)         | 2 grudnia 1976(dts)                                                              | 554 dni             | | Polska Zjednoczona Partia Robotnicza                                                             | Piotr Jaroszewicz (I); Piotr Jaroszewicz (II) |
|         |         | Tadeusz Pyka (1930–2009)          | 23 października 1975(dts) | 24 sierpnia 1980(dts)                                                            | 1767 dni            | | Polska Zjednoczona Partia Robotnicza                                                             | Piotr Jaroszewicz (I); Piotr Jaroszewicz (II); Edward Babiuch; (po Piotrze Jaroszewiczu); Edward Babiuch |
|         |         | Tadeusz Wrzaszczyk (1932–2002)    | 23 października 1975(dts) | 24 sierpnia 1980(dts)                                                            | 1767 dni            | - Przewodniczący Komisji Planowania przy Radzie Ministrów                                                                                                | Polska Zjednoczona Partia Robotnicza                                                             | Piotr Jaroszewicz (I); Piotr Jaroszewicz (II); Edward Babiuch; (po Piotrze Jaroszewiczu); Edward Babiuch |
|         |         | Longin Cegielski (1920–1987)      | 27 marca 1976(dts)        | 2 kwietnia 1980(dts)                                                             | 1467 dni            | | Zjednoczone Stronnictwo Ludowe                                                                   | Piotr Jaroszewicz (II); Edward Babiuch; (po Piotrze Jaroszewiczu); Edward Babiuch |
|         |         | Józef Kępa (1929–1998)            | 2 grudnia 1976(dts)       | 8 lutego 1979(dts)                                                               | 798 dni             | | Polska Zjednoczona Partia Robotnicza                                                             | Piotr Jaroszewicz (II) |
|         |         | Kazimierz Secomski (1910–2002)    | 2 grudnia 1976(dts)       | 2 kwietnia 1980(dts)                                                             | 1217 dni            | |                                                                                                  | Piotr Jaroszewicz (II); Edward Babiuch; (po Piotrze Jaroszewiczu) |
|         |         | Jan Szydlak (1925–1997)           | 2 grudnia 1976(dts)       | 18 lutego 1980(dts)                                                              | 1173 dni            | | Polska Zjednoczona Partia Robotnicza                                                             | Piotr Jaroszewicz (II); Edward Babiuch; (po Piotrze Jaroszewiczu); Edward Babiuch |
|         |         | Kazimierz Barcikowski (1927–2007) | 18 lutego 1980(dts)       | 8 października 1980(dts)                                                         | 233 dni             | | Polska Zjednoczona Partia Robotnicza                                                             | Edward Babiuch (po Piotrze Jaroszewiczu); Edward Babiuch; Józef Pińkowski (p.o.); Józef Pińkowski |
|         |         | Roman Malinowski (1935–2021)      | 3 kwietnia 1980(dts)      | 6 listopada 1985(dts) (odwołanie) 12 listopada 1985(dts) (koniec urzędowania)    | 2049 dni            | - Minister przemysłu spożywczego i skupu (do 8 X 1980)                                                                                                   | Zjednoczone Stronnictwo Ludowe                                                                   | Edward Babiuch; Józef Pińkowski; Józef Pińkowski (p.o.); Wojciech Jaruzelski |
|         |         | Józef Pińkowski (1929–2000)       | 24 sierpnia 1980(dts)     | 5 września 1980(dts)                                                             | 12 dni              | | Polska Zjednoczona Partia Robotnicza                                                             | Józef Pińkowski (p.o.) |
|         |         | Tadeusz Grabski (1929–1998)       | 24 sierpnia 1980(dts)     | 8 października 1980(dts)                                                         | 45 dni              | | Polska Zjednoczona Partia Robotnicza                                                             | Józef Pińkowski (p.o.); Józef Pińkowski |
|         |         | Henryk Kisiel (1921–2000)         | 24 sierpnia 1980(dts)     | 12 czerwca 1981(dts)                                                             | 292 dni             | - Przewodniczący Komisji Planowania przy Radzie Ministrów                                                                                                | Polska Zjednoczona Partia Robotnicza                                                             | Józef Pińkowski (p.o.); Józef Pińkowski |
|         |         | Aleksander Kopeć (1932–2015)      | 24 sierpnia 1980(dts)     | 12 lutego 1981(dts)                                                              | 172 dni             | | Polska Zjednoczona Partia Robotnicza                                                             | Józef Pińkowski (p.o.); Józef Pińkowski; Wojciech Jaruzelski |
|         |         | Stanisław Kowalczyk (1924–1998)   | 8 października 1980(dts)  | 12 lutego 1981(dts)                                                              | 127 dni             | | Polska Zjednoczona Partia Robotnicza                                                             | Józef Pińkowski; Wojciech Jaruzelski |
|         |         | Stanisław Mach (ur. 1938)         | 8 października 1980(dts)  | 31 października 1981(dts)                                                        | 388 dni             | | Polska Zjednoczona Partia Robotnicza                                                             | Józef Pińkowski; Wojciech Jaruzelski |
|         |         | Jerzy Ozdowski (1925–1994)        | 21 listopada 1980(dts)    | 21 lipca 1982(dts)                                                               | 607 dni             | | Polski Związek Katolicko-Społeczny                                                               | Józef Pińkowski; Wojciech Jaruzelski |
|         |         | Andrzej Jedynak (1932–2024)       | 12 lutego 1981(dts)       | 9 października 1982(dts)                                                         | 604 dni             | | Polska Zjednoczona Partia Robotnicza                                                             | Wojciech Jaruzelski |
|         |         | Mieczysław Rakowski (1926–2008)   | 12 lutego 1981(dts)       | 6 listopada 1985(dts) (odwołanie) 12 listopada 1985(dts) (koniec urzędowania)    | 1734 dni            | | Polska Zjednoczona Partia Robotnicza                                                             | Wojciech Jaruzelski |
|         |         | Zbigniew Madej (1932–2024)        | 12 kwietnia 1981(dts)     | 22 listopada 1983(dts)                                                           | 954 dni             | - Przewodniczący Komisji Planowania przy Radzie Ministrów (od 12 VI 1981 do 9 X 1982)                                                                    | Polska Zjednoczona Partia Robotnicza                                                             | Wojciech Jaruzelski |
|         |         | Janusz Obodowski (1930–2011)      | 31 lipca 1981(dts)        | 6 listopada 1985(dts) (odwołanie) 12 listopada 1985(dts) (koniec urzędowania)    | 1565 dni            | - Przewodniczący Komisji Planowania przy Radzie Ministrów (od 9 X 1982 do 22 XI 1983)                                                                    | Polska Zjednoczona Partia Robotnicza                                                             | Wojciech Jaruzelski |
|         |         | Edward Kowalczyk (1924–2000)      | 31 października 1981(dts) | 6 listopada 1985(dts) (odwołanie) 12 listopada 1985(dts) (koniec urzędowania)    | 1473 dni            | | Stronnictwo Demokratyczne                                                                        | Wojciech Jaruzelski |
|         |         | Zenon Komender (1923–1993)        | 21 lipca 1982(dts)        | 6 listopada 1985(dts) (odwołanie) 12 listopada 1985(dts) (koniec urzędowania)    | 1210 dni            | | Bezpartyjny członek Stowarzyszenia „Pax”                                                         | Wojciech Jaruzelski |
|         |         | Zbigniew Szałajda (1934–2024)     | 9 października 1982(dts)  | 19 września 1988(dts) (odwołanie) 14 października 1988(dts) (koniec urzędowania) | 2197 dni            | | Polska Zjednoczona Partia Robotnicza                                                             | Wojciech Jaruzelski, Zbigniew Messner |
|         |         | Manfred Gorywoda (ur. 1942)       | 22 listopada 1983(dts)    | 24 października 1987(dts)                                                        | 1432 dni            | - Przewodniczący Komisji Planowania przy Radzie Ministrów                                                                                                | Polska Zjednoczona Partia Robotnicza                                                             | Wojciech Jaruzelski, Zbigniew Messner |
|         |         | Zbigniew Messner (1929–2014)      | 22 listopada 1983(dts)    | 6 listopada 1985(dts) (odwołanie) 12 listopada 1985(dts) (koniec urzędowania)    | 721 dni             | | Polska Zjednoczona Partia Robotnicza                                                             | Wojciech Jaruzelski |
|         |         | Zbigniew Gertych (1922–2008)      | 12 listopada 1985(dts)    | 16 kwietnia 1987(dts)                                                            | 520 dni             | | Polska Zjednoczona Partia Robotnicza                                                             | Zbigniew Messner |
|         |         | Władysław Gwiazda (1935–1998)     | 12 listopada 1985(dts)    | 24 października 1987(dts)                                                        | 711 dni             | | Polska Zjednoczona Partia Robotnicza                                                             | Zbigniew Messner |
|         |         | Józef Kozioł (1939–2023)          | 12 listopada 1985(dts)    | 19 września 1988(dts) (odwołanie) 14 października 1988(dts) (koniec urzędowania) | 1067 dni            | | Zjednoczone Stronnictwo Ludowe                                                                   | Zbigniew Messner |
|         |         | Zdzisław Sadowski (1925–2018)     | 16 kwietnia 1987(dts)     | 19 września 1988(dts) (odwołanie) 14 października 1988(dts) (koniec urzędowania) | 547 dni             | - Przewodniczący Komisji Planowania przy Radzie Ministrów (od 24 X 1987)                                                                                 |                                                                                                  | Zbigniew Messner |
|         |         | Kazimierz Olesiak (ur. 1937)      | 14 października 1988(dts) | 1 sierpnia 1989(dts)                                                             | 291 dni             | - Minister rolnictwa, leśnictwa i gospodarki żywnościowej                                                                                                | Zjednoczone Stronnictwo Ludowe                                                                   | Mieczysław Rakowski |
|         |         | Janusz Patorski (ur. 1946)        | 14 października 1988(dts) | 1 sierpnia 1989(dts)                                                             | 291 dni             | | Polska Zjednoczona Partia Robotnicza                                                             | Mieczysław Rakowski |
|         |         | Ireneusz Sekuła (1943–2000)       | 14 października 1988(dts) | 1 sierpnia 1989(dts)                                                             | 291 dni             | | Polska Zjednoczona Partia Robotnicza                                                             | Mieczysław Rakowski |
|         |         | Czesław Janicki (1926–2012)       | 12 września 1989(dts)     | 6 lipca 1990(dts)                                                                | 297 dni             | - Minister rolnictwa, leśnictwa i gospodarki żywnościowej (do 31 grudnia 1989) - Minister rolnictwa i gospodarki żywnościowej (od 1 stycznia 1990)       | Zjednoczone Stronnictwo Ludowe (do 26 XI 1989) Polskie Stronnictwo Ludowe (po 26 XI 1989)        | Tadeusz Mazowiecki |
|         |         | Czesław Kiszczak (1925–2015)      | 12 września 1989(dts)     | 6 lipca 1990(dts)                                                                | 297 dni             | - Minister spraw wewnętrznych | Polska Zjednoczona Partia Robotnicza (do 29 I 1990), później bezpartyjny (związany z SdRP)       | Tadeusz Mazowiecki |
|         |         | Jan Janowski (1928–1998)          | 12 września 1989(dts)     | 14 grudnia 1990(dts)                                                             | 458 dni             | - Przewodniczący Komitetu do Spraw Nauki i Postępu Technicznego przy Radzie Ministrów - Minister-kierownik Urzędu Postępu Naukowo-Technicznego i Wdrożeń | Stronnictwo Demokratyczne                                                                        | Tadeusz Mazowiecki |
|         |         | Leszek Balcerowicz (ur. 1947)     | 12 września 1989(dts)     | 23 grudnia 1991(dts)                                                             | 832 dni             | - Minister finansów | bezpartyjny (związany z Solidarnością)                                                           | Tadeusz Mazowiecki; Jan Krzysztof Bielecki |

### III Rzeczpospolita
| Zdjęcie | Zdjęcie | Imię (Data urodzenia i śmierci)      | Objęcie urzędu            | Złożenie urzędu           | Długość urzędowania | Inne funkcje w rządzie | Partia | Premier (rząd)                                         |
| ------- | ------- | ------------------------------------ | ------------------------- | ------------------------- | ------------------- | --- | --- | ------------------------------------------------------ |
|         |         | Czesław Janicki (1926–2012)          | 12 września 1989(dts)     | 6 lipca 1990(dts)         | 297 dni             | - Minister rolnictwa, leśnictwa i gospodarki żywnościowej (do 31 grudnia 1989) - Minister rolnictwa i gospodarki żywnościowej (od 1 stycznia 1990)       | Zjednoczone Stronnictwo Ludowe (do 26 XI 1989(rozwiązanie partii)) Polskie Stronnictwo Ludowe (po 26 XI 1989)  | Tadeusz Mazowiecki                                     |
|         |         | Czesław Kiszczak (1925–2015)         | 12 września 1989(dts)     | 6 lipca 1990(dts)         | 297 dni             | - Minister spraw wewnętrznych | Polska Zjednoczona Partia Robotnicza (do 29 I 1990(rozwiązanie partii)), później bezpartyjny (związany z SdRP) | Tadeusz Mazowiecki                                     |
|         |         | Jan Janowski (1928–1998)             | 12 września 1989(dts)     | 14 grudnia 1990(dts)      | 458 dni             | - Przewodniczący Komitetu do Spraw Nauki i Postępu Technicznego przy Radzie Ministrów - Minister-kierownik Urzędu Postępu Naukowo-Technicznego i Wdrożeń | Stronnictwo Demokratyczne                                                                                      | Tadeusz Mazowiecki                                     |
|         |         | Leszek Balcerowicz (ur. 1947)        | 12 września 1989(dts)     | 23 grudnia 1991(dts)      | 832 dni             | - Minister finansów | bezpartyjny (związany z Solidarnością)                                                                         | Tadeusz Mazowiecki; Jan Krzysztof Bielecki             |
|         |         | Henryk Goryszewski (ur. 1941)        | 11 lipca 1992(dts)        | 26 października 1993(dts) | 472 dni             | | Zjednoczenie Chrześcijańsko-Narodowe                                                                           | Hanna Suchocka                                         |
|         |         | Paweł Łączkowski (ur. 1942)          | 11 lipca 1992(dts)        | 26 października 1993(dts) | 472 dni             | | Partia Chrześcijańskich Demokratów                                                                             | Hanna Suchocka                                         |
|         |         | Marek Borowski (ur. 1946)            | 26 października 1993(dts) | 8 lutego 1994(dts)        | 105 dni             | - Minister finansów | Socjaldemokracja Rzeczypospolitej Polskiej (koalicja Sojusz Lewicy Demokratycznej)                             | Waldemar Pawlak                                        |
|         |         | Włodzimierz Cimoszewicz (ur. 1950)   | 26 października 1993(dts) | 6 marca 1995(dts)         | 496 dni             | - Minister sprawiedliwości | bezpartyjny, związany z Sojuszem Lewicy Demokratycznej (partia SdRP, koalicja SLD)                             | Waldemar Pawlak                                        |
|         |         | Aleksander Łuczak (1943–2023)        | 26 października 1993(dts) | 7 lutego 1996(dts)        | 834 dni             | - Przewodniczący Komitetu Badań Naukowych (od 7 III 1995)                                                                                                | Polskie Stronnictwo Ludowe                                                                                     | Waldemar Pawlak, Józef Oleksy                          |
|         |         | Grzegorz Kołodko (ur. 1949)          | 28 kwietnia 1994(dts)     | 4 lutego 1997(dts)        | 1013 dni            | - Minister finansów | bezpartyjny, związany z Sojuszem Lewicy Demokratycznej (partia SdRP, koalicja SLD)                             | Waldemar Pawlak, Józef Oleksy, Włodzimierz Cimoszewicz |
|         |         | Roman Jagieliński (ur. 1947)         | 7 marca 1995(dts)         | 10 kwietnia 1997(dts)     | 765 dni             | - Minister rolnictwa i gospodarki żywnościowej | Polskie Stronnictwo Ludowe                                                                                     | Józef Oleksy, Włodzimierz Cimoszewicz                  |
|         |         | Mirosław Pietrewicz (1941–2022)      | 7 lutego 1996(dts)        | 31 października 1997(dts) | 997 dni             | - Minister-kierownik Centralnego Urzędu Planowania (do 30 IX 1996) - Minister Skarbu Państwa                                                             | Polskie Stronnictwo Ludowe                                                                                     | Włodzimierz Cimoszewicz                                |
|         |         | Marek Belka (ur. 1952)               | 4 lutego 1997(dts)        | 31 października 1997(dts) | 269 dni             | - Minister finansów | bezpartyjny, związany z Sojuszem Lewicy Demokratycznej, (partia SdRP, koalicja SLD)                            | Włodzimierz Cimoszewicz                                |
|         |         | Jarosław Kalinowski (ur. 1962)       | 25 kwietnia 1997(dts)     | 31 października 1997(dts) | 189 dni             | - Minister rolnictwa i gospodarki żywnościowej | Polskie Stronnictwo Ludowe                                                                                     | Włodzimierz Cimoszewicz                                |
|         |         | Leszek Balcerowicz (ur. 1947)        | 31 października 1997(dts) | 8 czerwca 2000(dts)       | 951 dni             | - Minister finansów | Unia Wolności                                                                                                  | Jerzy Buzek                                            |
|         |         | Janusz Tomaszewski (ur. 1956)        | 31 października 1997(dts) | 3 września 2000(dts)      | 1038 dni            | - Minister spraw wewnętrznych i administracji | Ruch Społeczny Akcja Wyborcza Solidarność                                                                      | Jerzy Buzek                                            |
|         |         | Longin Komołowski (1948–2016)        | 19 października 1999(dts) | 19 października 2001(dts) | 731 dni             | - Minister pracy i polityki społecznej | Ruch Społeczny Akcja Wyborcza Solidarność                                                                      | Jerzy Buzek                                            |
|         |         | Janusz Steinhoff (ur. 1946)          | 12 czerwca 2000(dts)      | 19 października 2001(dts) | 494 dni             | - Minister gospodarki | Porozumienie Polskich Chrześcijańskich Demokratów                                                              | Jerzy Buzek                                            |
|         |         | Marek Belka (ur. 1952)               | 19 października 2001(dts) | 6 lipca 2002(dts)         | 260 dni             | - Minister finansów | Sojusz Lewicy Demokratycznej                                                                                   | Leszek Miller                                          |
|         |         | Jarosław Kalinowski (ur. 1962)       | 19 października 2001(dts) | 3 marca 2003(dts)         | 500 dni             | - Minister rolnictwa i rozwoju wsi | Polskie Stronnictwo Ludowe                                                                                     | Leszek Miller                                          |
|         |         | Marek Pol (ur. 1953)                 | 19 października 2001(dts) | 2 maja 2004               | 926 dni             | - Minister infrastruktury | Unia Pracy | Leszek Miller                                          |
|         |         | Grzegorz Kołodko (ur. 1949)          | 6 lipca 2002(dts)         | 16 czerwca 2003(dts)      | 345 dni             | - Minister finansów | bezpartyjny, związany z Sojuszem Lewicy Demokratycznej                                                         | Leszek Miller                                          |
|         |         | Jerzy Hausner (ur. 1949)             | 16 czerwca 2003(dts)      | 31 marca 2005(dts)        | 654 dni             | - Minister gospodarki, pracy i polityki społecznej | Sojusz Lewicy Demokratycznej (do 7 lutego 2005)                                                                | Leszek Miller, Marek Belka (I, II)                     |
|         |         | Józef Oleksy (1946–2015)             | 21 stycznia 2004(dts)     | 21 kwietnia 2004(dts)     | 91 dni              | - Minister spraw wewnętrznych i administracji | Sojusz Lewicy Demokratycznej                                                                                   | Leszek Miller                                          |
|         |         | Izabela Jaruga-Nowacka (1950–2010)   | 2 maja 2004(dts)          | 31 października 2005(dts) | 547 dni             | - Minister polityki społecznej (od 24 XI 2004) | Unia Pracy (do IV 2005), Unia Lewicy (od 7 V 2005)                                                             | Marek Belka (I, II)                                    |
|         |         | Izabela Jaruga-Nowacka (1950–2010)   | 2 maja 2004(dts)          | 31 października 2005(dts) | 547 dni             | - Minister polityki społecznej (od 24 XI 2004) | Unia Pracy (do IV 2005), Unia Lewicy (od 7 V 2005)                                                             | Marek Belka (I, II)                                    |
|         |         | Ludwik Dorn (1954–2022)              | 21 listopada 2005(dts)    | 27 kwietnia 2007(dts)     | 522 dni             | - Minister spraw wewnętrznych i administracji | Prawo i Sprawiedliwość                                                                                         | Kazimierz Marcinkiewicz, Jarosław Kaczyński            |
|         |         | Zyta Gilowska (1949–2016)            | 7 stycznia 2006(dts)      | 24 czerwca 2006(dts)      | 168 dni             | - Minister finansów | bezpartyjna, związana z Prawem i Sprawiedliwością                                                              | Kazimierz Marcinkiewicz                                |
|         |         | Andrzej Lepper (1954–2011)           | 5 maja 2006(dts)          | 22 września 2006(dts)     | 140 dni             | - Minister rolnictwa i rozwoju wsi | Samoobrona Rzeczpospolitej Polskiej                                                                            | Kazimierz Marcinkiewicz                                |
|         |         | Roman Giertych (ur. 1971)            | 5 maja 2006(dts)          | 13 sierpnia 2007(dts)     | 465 dni             | - Minister edukacji narodowej | Liga Polskich Rodzin                                                                                           | Kazimierz Marcinkiewicz, Jarosław Kaczyński            |
|         |         | Zyta Gilowska (1949–2016)            | 22 września 2006(dts)     | 7 września 2007(dts)      | 350 dni             | - Minister finansów | bezpartyjna, związana z Prawem i Sprawiedliwością                                                              | Jarosław Kaczyński                                     |
|         |         | Andrzej Lepper (1954–2011)           | 16 października 2006(dts) | 9 lipca 2007(dts)         | 266 dni             | - Minister rolnictwa i rozwoju wsi | Samoobrona Rzeczpospolitej Polskiej                                                                            | Jarosław Kaczyński                                     |
|         |         | Przemysław Gosiewski (1964–2010)     | 8 maja 2007(dts)          | 7 września 2007(dts)      | 122 dni             | - Przewodniczący Komitetu Stałego Rady Ministrów | Prawo i Sprawiedliwość                                                                                         | Jarosław Kaczyński                                     |
|         |         | Zyta Gilowska (1949–2016)            | 10 września 2007(dts)     | 16 listopada 2007(dts)    | 67 dni              | - Minister finansów | bezpartyjna, związana z Prawem i Sprawiedliwością                                                              | Jarosław Kaczyński                                     |
|         |         | Przemysław Gosiewski (1964–2010)     | 11 września 2007(dts)     | 16 listopada 2007(dts)    | 66 dni              | - Przewodniczący Komitetu Stałego Rady Ministrów | Prawo i Sprawiedliwość                                                                                         | Jarosław Kaczyński                                     |
|         |         | Grzegorz Schetyna (ur. 1963)         | 16 listopada 2007(dts)    | 13 października 2009(dts) | 697 dni             | - Minister spraw wewnętrznych i administracji | Platforma Obywatelska                                                                                          | Donald Tusk (I)                                        |
|         |         | Waldemar Pawlak (ur. 1959)           | 16 listopada 2007(dts)    | 27 listopada 2012(dts)    | 1838 dni            | - Minister gospodarki | Polskie Stronnictwo Ludowe                                                                                     | Donald Tusk (I, II)                                    |
|         |         | Janusz Piechociński (ur. 1960)       | 6 grudnia 2012(dts)       | 16 listopada 2015(dts)    | 1075 dni            | - Minister gospodarki | Polskie Stronnictwo Ludowe                                                                                     | Donald Tusk (II), Ewa Kopacz                           |
|         |         | Jacek Rostowski (ur. 1951)           | 25 lutego 2013(dts)       | 27 listopada 2013(dts)    | 275 dni             | - Minister finansów | Platforma Obywatelska                                                                                          | Donald Tusk (II)                                       |
|         |         | Elżbieta Bieńkowska (ur. 1964)       | 27 listopada 2013(dts)    | 22 września 2014(dts)     | 299 dni             | - Minister infrastruktury i rozwoju | bezpartyjna, związana z Platformą Obywatelską                                                                  | Donald Tusk (II)                                       |
|         |         | Tomasz Siemoniak (ur. 1967)          | 22 września 2014(dts)     | 16 listopada 2015(dts)    | 420 dni             | - Minister obrony narodowej | Platforma Obywatelska                                                                                          | Donald Tusk (II), Ewa Kopacz                           |
|         |         | Mateusz Morawiecki (ur. 1968)        | 16 listopada 2015(dts)    | 11 grudnia 2017(dts)      | 756 dni             | - Minister rozwoju (do 28 IX 2016) - Minister rozwoju i finansów (od 28 IX 2016)                                                                         | Prawo i Sprawiedliwość                                                                                         | Beata Szydło                                           |
|         |         | Jarosław Gowin (ur. 1961)            | 16 listopada 2015(dts)    | 8 kwietnia 2020(dts)      | 1605 dni            | - Minister nauki i szkolnictwa wyższego | Porozumienie Jarosława Gowina                                                                                  | Beata Szydło, Mateusz Morawiecki (I, II)               |
|         |         | Piotr Gliński (ur. 1954)             | 16 listopada 2015(dts)    | 20 czerwca 2023(dts)      | 2773 dni            | - Minister kultury i dziedzictwa narodowego - Przewodniczący Komitetu do spraw Pożytku Publicznego (od 8 XI 2017)                                        | Prawo i Sprawiedliwość                                                                                         | Beata Szydło, Mateusz Morawiecki (I, II)               |
|         |         | Beata Szydło (ur. 1963)              | 11 grudnia 2017(dts)      | 3 czerwca 2019(dts)       | 539 dni             | | Prawo i Sprawiedliwość                                                                                         | Mateusz Morawiecki (I)                                 |
|         |         | Jacek Sasin (ur. 1969)               | 4 czerwca 2019(dts)       | 20 czerwca 2023(dts)      | 1477 dni            | - Minister aktywów państwowych (od 15 XI 2019) | Prawo i Sprawiedliwość                                                                                         | Mateusz Morawiecki (I, II)                             |
|         |         | Jadwiga Emilewicz (ur. 1974)         | 9 kwietnia 2020(dts)      | 6 października 2020(dts)  | 180 dni             | | Porozumienie Jarosława Gowina                                                                                  | Mateusz Morawiecki (II)                                |
|         |         | Jarosław Gowin (ur. 1961)            | 6 października 2020(dts)  | 11 sierpnia 2021(dts)     | 309 dni             | - Minister rozwoju, pracy i technologii | Porozumienie Jarosława Gowina                                                                                  | Mateusz Morawiecki (II)                                |
|         |         | Jarosław Kaczyński (ur. 1949)        | 6 października 2020(dts)  | 19 czerwca 2022(dts)      | 621 dni             | | Prawo i Sprawiedliwość                                                                                         | Mateusz Morawiecki (II)                                |
|         |         | Henryk Kowalczyk (ur. 1956)          | 26 października 2021(dts) | 21 czerwca 2023(dts)      | 602 dni             | - Minister rolnictwa i rozwoju wsi (do 6 kwietnia 2023)                                                                                                  | Prawo i Sprawiedliwość                                                                                         | Mateusz Morawiecki (II)                                |
|         |         | Mariusz Błaszczak (ur. 1969)         | 22 czerwca 2022(dts)      | 21 czerwca 2023(dts)      | 363 dni             | - Minister obrony narodowej (od 9 I 2018) | Prawo i Sprawiedliwość                                                                                         | Mateusz Morawiecki (II)                                |
|         |         | Jarosław Kaczyński (ur. 1949)        | 21 czerwca 2023(dts)      | 27 listopada 2023(dts)    | 159 dni             | | Prawo i Sprawiedliwość                                                                                         | Mateusz Morawiecki (II)                                |
|         |         | Władysław Kosiniak-Kamysz (ur. 1981) | 13 grudnia 2023(dts)      | nadal                     | 615 dni             | - Minister Obrony Narodowej | Polskie Stronnictwo Ludowe                                                                                     | Donald Tusk (III)                                      |
|         |         | Krzysztof Gawkowski (ur. 1980)       | 13 grudnia 2023(dts)      | nadal                     | 615 dni             | - Minister cyfryzacji | Nowa Lewica | Donald Tusk (III)                                      |
|         |         | Radosław Sikorski (ur. 1963)         | 24 lipca 2025             | nadal                     | 26 dni              | - Minister spraw zagranicznych | Platforma Obywatelska                                                                                          | Donald Tusk (III)                                      |

## Statystyki
Józef Pińkowski pełnił ten urząd najkrócej w PRL i w całej historii Polski – 12 dni. Piotr Jaroszewicz był wicepremierem przez 6607 dni, czyli najdłużej w PRL i w całej historii Polski.
W III Rzeczypospolitej najkrócej sprawującym swój urząd wicepremierem był Józef Oleksy – 91 dni – a najdłużej Piotr Gliński – 2773 dni.
Zyta Gilowska jest jedyną osobą, która trzykrotnie obejmowała ten urząd, nie pełniąc do czasu powołania obowiązków wicepremiera.
Jarosław Kaczyński jest najstarszą osobą, która sprawowała ten urząd w całej historii Polski. W dniu pierwszego i drugiego objęcia urzędu miał odpowiednio 71 i 74 lata.
Sytuacje w której ten urząd nie był obsadzony miała miejsce po zaprzysiężeniu Trzeciego Rządu Mateusza Morawieckiego do jego końca oraz po zaprzysiężeniu Rządu Jana Olszewskiego do jego końca. 

## Żyjący byli wiceprezesi Rady Ministrów
1. Kazimierz Olesiak (ur. 1937)
2. Stanisław Mach (ur. 1938)
3. Henryk Goryszewski (ur. 1941)
4. Paweł Łączkowski (ur. 1942)
5. Manfred Gorywoda (ur. 1942)
6. Marek Borowski (ur. 1946), senator XI kadencji z ramienia KO (PO)
7. Janusz Patorski (ur. 1946)
8. Janusz Steinhoff (ur. 1946)
9. Roman Jagieliński (ur. 1947)
10. Leszek Balcerowicz (ur. 1947), przewodniczący Rady Forum Obywatelskiego Rozwoju
11. Jarosław Kaczyński (ur. 1949), poseł na Sejm X kadencji oraz prezes PiS
12. Grzegorz Kołodko (ur. 1949)
13. Jerzy Hausner (ur. 1949)
14. Włodzimierz Cimoszewicz (ur. 1950)
15. Jan Vincent-Rostowski (ur. 1951), stały przedstawiciel RP przy Organizacji Współpracy Gospodarczej i Rozwoju
16. Marek Belka (ur. 1952), przewodniczący Rady Naukowej Instytutu Ekspertyz Ekonomicznych i Finansowych
17. Marek Pol (ur. 1953), honorowy przewodniczący Unii Pracy
18. Piotr Gliński (ur. 1954), poseł na Sejm X kadencji z ramienia PiS
19. Henryk Kowalczyk (ur. 1956),  poseł na Sejm X kadencji oraz skarbnik PiS
20. Janusz Tomaszewski (ur. 1956)
21. Waldemar Pawlak (ur. 1959), senator XI kadencji, przewodniczący Rady Naczelnej PSL oraz prezes Zarządu Głównego Związku Ochotniczych Straży Pożarnych
22. Janusz Piechociński (ur. 1960)
23. Jarosław Gowin (ur. 1961)
24. Jarosław Kalinowski (ur. 1962), członek Naczelnego Komitetu Wykonawczego PSL
25. Grzegorz Schetyna (ur. 1963), senator XI kadencji z ramienia KO (PO)
26. Beata Szydło (ur. 1963), poseł do Parlamentu Europejskiego X kadencji oraz wiceprezes PiS
27. Elżbieta Bieńkowska (ur. 1964), przewodnicząca brukselskiego think tanku Centre for European Policy Studies
28. Tomasz Siemoniak (ur. 1967), minister-członek Rady Ministrów w trzecim rządzie Donalda Tuska, poseł na Sejm X kadencji, a także wiceprzewodniczący PO
29. Mateusz Morawiecki (ur. 1968), poseł na Sejm X kadencji, wiceprezes PiS oraz przewodniczący Partii Europejskich Konserwatystów i Reformatorów
30. Mariusz Błaszczak (ur. 1969), poseł na Sejm X kadencji oraz wiceprezes PiS
31. Jacek Sasin (ur. 1969), poseł na Sejm X kadencji z ramienia PiS
32. Roman Giertych (ur. 1971), poseł na Sejm X kadencji z ramienia KO
33. Jadwiga Emilewicz (ur. 1974), członek zarządu Instytutu Sobieskiego